# Aimé Van Heerswynghels
Aimé Van Heerswynghels (Sint-Niklaas, 10 september 1910 - Sint-Kruis, 19xx) was een Belgisch kunstschilder en beeldhouwer.

## Levensloop
Van Heerswynghels kwam jong in Brugge wonen en volgde er de lessen aan de Academie voor Schone Kunsten Brugge, vooral bij Jules Fonteyne. Hij schilderde en tekende, onder meer Brugse stadsgezichten.
Daarnaast was hij ook beeldhouwer. Hij maakte op het Brugs kerkhof het monument op het graf van Achilles Van Acker en in Sint-Kruis ontwierp hij het vredesmonument.
Op de gemeente Sint-Kruis was hij actief in de socialistische beweging. In 1934 was hij de spil bij de stichting van de plaatselijke afdeling van de Arbeiders Jeugd Centrale (AJC) of Rode Valken.